# Orazio Fagone
Orazio Fagone (ur. 13 listopada 1968 w Katanii) – włoski łyżwiarz szybki specjalizujący się w short tracku. Złoty medalista olimpijski z Lillehammer.
Brał udział w igrzyskach w Calgary i zdobył dwa medale, jednak w 1988 short track był jedynie dyscypliną pokazową. Oficjalny debiut zaliczył w 1992 i w Albertville wystartował w obu rozgrywanych konkurencjach: indywidualnym biegu na dystansie 1000 metrów (24. miejsce) i w sztafecie (8. miejsce). W 1994 Włosi zostali mistrzami olimpijskimi w sztafecie. Stawał na podium mistrzostw świata, był m.in. pięciokrotnie złotym medalistą.
W 1997 odniósł ciężkie obrażenia w wypadku motocyklowym, stracił kontrolę w nogach. W 2003 zaczął uprawiać curling na wózkach, brał dwukrotnie udział w mistrzostwach świata (2004, 2005).